# Selenoxide

Struktur von Selenoxiden mit der blau gekennzeichneten Selenoxidgruppe. R^{1} und R^{2} sind Organyl-Reste (Alkyl-Rest, Aryl-Rest, Alkylaryl-Rest etc.)

Selenoxide sind in der organischen Chemie eine Gruppe von Stoffen, die das Element Selen enthalten. Die Selenoxide sind Selenaloga der Sulfoxide. Letztere enthalten statt eines Selenatoms ein Schwefelatom.
Anorganische Verbindungen, die aus den Elementen Selen und Sauerstoff bestehen, wie Selendioxid und Selentrioxid, werden ebenfalls als Selenoxide bezeichnet, stellen aber eine andere Stoffgruppe dar.

## Synthese
Die Oxidation organischer Selenide R1-Se-R2 (R1, R2 = Organylreste, wie z. B. Alkyl- oder Arylreste) führt zu entsprechenden Selenoxiden.